# انفجار أوباو
وقع انفجار أوباو (بالألمانية: Explosion des Oppauer Stickstoffwerkes) في 21 سبتمبر 1921، عندما انفجر ما يقرب من 4500 طن من خليط من كبريتات الأمونيوم وسماد نترات الأمونيوم المُخزّن في صومعة برجية في مصنع باسف (BASF) في أوباو، التي هي الآن جزء من لودفيغسهافن، ألمانيا.
أسفر الانفجار عن مقتل بين 500 و600 شخص و إصابة حوالي 2000 آخرين.

## تاريخ
خلال الحرب العالمية الأولى، تم تعديل موقع تصنيع الأمونيا بأوباو، الذي تديره شركة باسف، لإنتاج نترات الأمونيوم المستعملة في صناعة المتفجرات. تم تخزين هذا المنتج بالقرب من مركبات كيميائية أخرى، مثل كلوريد البوتاسيوم. في 21 سبتمبر 1921، حدث انفجار كبير في صومعة تحتوي على حوالي 4000 طن من خليط من النترات وكبريتات الأمونيوم، المُعدّة للاستخدام كسماد. تسببت في مقتل مئات الأشخاص ودمرت المدينة.
احتوت الصومعة على كبريتات الأمونيوم التي توجد على شكل حبيبات تميل إلى التكتل في وجود الرطوبة. لتفكيك تكتل النترات، قام موظفو المصنع بتفجير عبوات صغيرة، معتقدين أنّ الأسمدة محصنة ضد الانفجارات.